# Ludwig Gattermann
Ludwig Gattermann (Goslar, 1860 – Friburgo in Brisgovia, 1920) è stato un chimico tedesco che ha contribuito significativamente nella chimica organica ed inorganica.
La sua più celebre opera scientifica è Die Praxis des organischen Chemikers (1894).

## Primi anni
Ludwig Gatterman è nato il 20 aprile 1860 a Goslar, una vecchia città mineraria a nord dei monti Harz. Due dei suoi tre fratelli sono morti in giovane età.
Durante la sua permanenza nella Realschule ha iniziato a sperimentare. Nel 1880, ha voluto studiare presso l'Università di Lipsia, ma prima ha dovuto completare il servizio militare obbligatorio. Ha iniziato gli studi nel 1881. Dopo un anno con Robert Bunsen presso l'Università di Lipsia, ha visitato Liebermann per un semestre presso l'Università di Berlino, per migliorare le sue abilità in chimica organica. Gattermann ha scelto l'Università di Göttingen, che era vicino a Goslar per i suoi ulteriori studi.
Ha iniziato la sua tesi sotto la supervisione di Hans Hübner, che morì nel 1884, e finì il suo dottorato di ricerca nel 1885. Come successore di Hans Hübner, Victor Meyer venne a Gottinga e alcuni chimici di fama lavorarono come assistenti nel suo gruppo, come Rudolf Leuckart, Emil Knoevenagel, Traugott Sandmeyer e Karl von Auwers.
La sua vita privata a Heidelberg e Friburgo è stata oscurata dai suoi problematici 25 anni di lungo matrimonio, finché non ha divorziato. Gattermann aveva una figlia che si prese cura di lui durante la sua malattia fino alla sua morte, avvenuta il 20 giugno 1920.

## Carriera

### Göttingen
Durante il tempo trascorso come assistente di Victor Meyer a Göttingen, Victor Meyer ha stabilito una collaborazione con la società di coloranti Friedr. Bayer & Co., più tardi conosciuta come Bayer AG, e in particolare con il capo chimico Carl Duisberg a partire dal 1888 e perfettamente funzionante per 32 anni, che ha dato Gatterman una visione della chimica industriale e gli ha fornito l'accesso ai composti chimici prodotti da Bayer.

### Heidelberg
Seguì Victor Meyer, succeduto da Robert Bunsen, per l'Università di Heidelberg nel 1889.
Gattermann condusse la formazione pratica degli studenti in laboratorio per diversi anni, fino al suicidio di Victor Meyer. Rimase con il successore di Meyer, Theodor Curtius, per altri due anni, fino al 1900 a Heidelberg.

### Freiburg
Gattermann divenne professore presso l'Università di Friburgo nel 1900. Lì migliorò la situazione educativa e fu principalmente coinvolto nell'organizzazione e nella didattica. I risultati delle sue ricerche personali furono scarsi e la maggior parte delle pubblicazioni provengono dai suoi studenti di dottorato.

## Ricerca
La sua pericolosa analisi del tricloruro di azoto altamente esplosivo nel 1887 ha mostrato le sue ottime capacità in laboratorio. Il soprannome "der Heros" è stato coniato dopo un titolo di un articolo inglese un eroe della scienza riguardante il tricloruro di azoto.
La produzione di boro e silicio per reazione con magnesio prodotto polveri amorfe che erano più reattiva e maneggevole rispetto alle sostanze.
La reazione Sandmeyer migliorata utilizzando rame metallico come catalizzatore, e la scoperta della reazione di acido cianidrico con un composto aromatico ora chiamata reazione Gattermann sono stati raggiunti durante la sua permanenza a Heidelberg.
Ha inoltre svolto attività di ricerca in chimica inorganica. Gatterman ha sintetizzato e caratterizzato Si2Cl6, Si3Cl8 e anche l'auto accensione P2H4.
La sua natura senza paura verso l'acido cianidrico altamente tossico può essere meglio dimostrata da una sua citazione: Se siete abituati a maneggiare la sostanza non è peggio che maneggiare alcol.

## Il suo libro
Il suo libro sul lavoro pratico in laboratorio è diventato un libro di testo standard di sintesi organica in quasi tutte le università tedesche. In alcune università il corso di organica è ancora chiamato "Gattermann".
Il suo libro è menzionato nell'autobiografia di Primo Levi "Il sistema Periodico".